# Hydrolea palustris
Espèce
Synonymes
Selon Tropicos (08 mai 2022) :
- Hydrolea bartramii Choisy
- Hydrolea glabra Schumach. & Thonn.
- Hydrolea guineensis Choisy
- Hydrolea madagascariensis Choisy
- Hydrolea quadrivalvis var. inermis Choisy
- Nama glabra (Schumach. & Thonn.) Kuntze
- Reichelia guianensis Spreng.
- Sagonea palustris Aubl. - Basionyme

Selon GBIF (08 mai 2022) :
- Bacopa alternifolia Engl.
- Hydrolea glabra Schum. & Thonn.
- Hydrolea guineensis Choisy
- Hydrolea madagascariensis Choisy
- Hydrolea palustris (Aubl.) Forsyth f.
- Hydrolea quadrivalvis var. inermis Choisy
- Nama glabra (Schum.) Kuntze
- Reichelia guianensis Spreng.
- Reichelia palustris (Aubl.) J.F.Gmel.
- Sagonea palustris Aubl. - Basionyme

Hydrolea palustris est une espèce de plantes à fleurs herbacées ou de sous-arbrisseau appartenant à la famille des Hydroleaceae.

## Description
Hydrolea palustris est une herbacée dressée ou décombante, haute de 60 cm, avec de courtes branches florifères ou avec des branches provenant de tiges prostrées, ou non ramifiées. 
Les tiges sont glabres, de couleur verte à brune. 
Les feuilles sont glabres, de forme lancéolée, longues de 4-12 cm pour 7-25 mm de large, à apex acuminé à aigu, et à bases atténuée à aiguë.
Les fleurs sont portées sur des branches à feuilles courtes, organisées en fascicules de 1-4 fleurs insérés à l'aisselle des feuilles. 
Les sépales sont glabres (parfois pubérulents), de forme lancéolée, longs de 5-7,5 mm pour 1,5 à 3 mm de large.
Les pétales longs de 5 à 7 mm pour 2-3 mm de large.
L'ovaire est glabre, avec un styles long de 1,5 à 2 mm.
Le fruit est une capsule globuleuse, glabre, tombant souvent à maturité, longue de 3,5-5,5 mm pour 3,5-4,5 mm de large.
Les graines de forme ovoïde, longues de 0,4-0,6 mm, avec des crêtes longitudinales, et des réticulations se rétrécissant aux articulations circulaires.

Hydrolea palustris est la seule espèce de son groupe présentant des inflorescences véritablement axillaires, avec des fleurs pouvant être solitaires, ou portées en fascicules, sur les nœuds de la tige principale, et avec des capsules matures tombant souvent (caractéristique partagée avec H. zeylanica et H. Floribunda).

## Répartition
Hydrolea palustris présente une aire de répartition principalement d'Afrique tropicale, mais plusieurs spécimens ont été collectés dans la zone néotropicaleGBIF (08 mai 2022), comme l'échantillon type collecté en Guyane.
Certains ont tenté d'expliquer cette présence d'une cette espèce principalement africaine en Amérique du sud :
- par une confusion entre les noms "Guinée" et "Guyane", et Aublet traitant un spécimen africain comme originaire de Guyane (improbable au vu des autres spécimens collectés dans la région).
- par une introduction via un navire négrier du commerce triangulaire, traversant l'océan Atlantique de l'Afrique de l'Ouest au nord de l'Amérique du Sud[3] (improbable au vu des sites de collecte éloignés des zones d'activité humaine).

## Écologie
Hydrolea palustris fleurit d'avril à septembre.

## Protologue

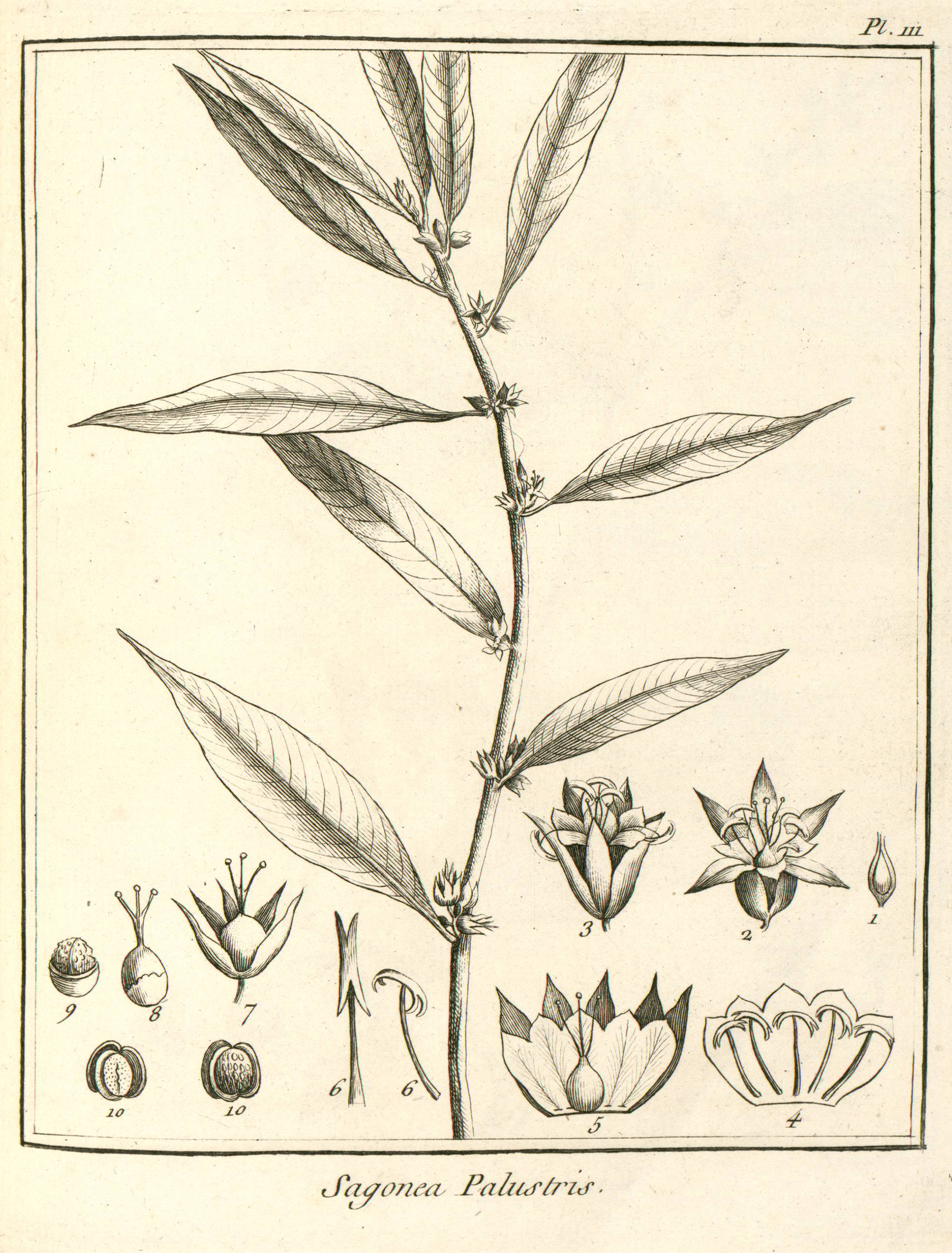
Hydrolea palustris par Aublet (1775).
Planche 111 : 1. Bouton de fleur. - 2. Fleur vue de face. - 3. Fleur épanouie. - 4. Corolle ouverte. Étamines. - 5. Calice, Corolle ouverte. Ovaire. Styles. Stigmates. - 6. Étamines. - 7. Calice. Ovaire. Styles. - 8. Capſule. Styles. Stigmates. - 9. Capſule coupée en travers. - 10. Placenta couvert de ſemences.

En 1775, le botaniste Aublet qui le premier décrivit Hydrolea palustris var. palustris sous le nom de palustris guianensis, en proposa le protologue suivant: 

« SAGONEA (paluſtris). (Tabula 111.)
Planta perennis, caules plures, rectos, ſimplices, cylindraceos, tripedales, è radice emittens. Folia alterna, ovato-lanceolata, in acumen longum deſinentia, integerrima, glabra, ſubſeſſilia. Floras numeroſi, axillares, brevi pedunculo innixi. Corolla cærulea.
Florebat Maio.
Habitat ad ripas rivuli, in ſylvis intrà amnem Galibienſem & fluyium Sinemari.
Nomen Caribæum SAGOUN-SAGOU.

LA SAGONE aquatique. (Tabula 111.)
Cette plante eſt herbacée. De la même racine s'élèvent pluſieurs tiges droites, ſimples, cylindriques, hautes de deux ou trois pieds, garnies de feuilles alternes, liſſes, vertes, ovales, preſque ſeſſiles, longues d'environ trois pouces, terminées en pointe. 
Les fleurs naiſſent à l'aiſſelle des feuilles ramaſſées pluſieurs enſſemble par bouquets de deux, trois ou quatre petites fleurs bleues. 
Le calice eſt d'une ſeule pièce & découpé profondément en cinq parties longues, aiguës & vertes. 
La corolle eſt régulière, d'une ſeule pièce, évaſée & partagée en cinq lobes arrondis & égaux. 
Les étamines ſont au nombre de cinq, attachées au bas de la corolle. Les filets ſont blancs & ils portent une anthère jaune, mobile & à deux bourſes qui s'écartent par leurs deux extrémités. 
Le piſtil eſt un ovaire arrondi, ſurmonté de trois styles termines chacun par un stigmate obtus. 
L'ovaire devient une capsule marquée de trois ſillons longitudinaux, & s'ouvre en travers par ſon milieu en deux coques. Cette capſule paroit à trois loges ſéparées par des membranes. Les semences très menues ſont attachées ſur un placenta dans l'angle interne de chaque loge. 
J'ai trouvé cette plante au bord d'un ruiſſeau qui coule dans une ſavane ſituée dans les déſerts, entre la crique des Galibis & la rivière de Sinémari. Les Galibis appellent cette plante SAGOUN-SAGOU. »

— Fusée-Aublet, 1775.